# Apeadero La Granja
Apeadero La Granja es una estación de ferrocarril ubicada en el Departamento Concordia, Provincia de Entre Ríos, República Argentina.

## Servicios
Pertenece al Ferrocarril General Urquiza, en el ramal que une las estaciones de Concordia Central, y Federal.

## Ubicación
Se encuentra ubicada entre la Estación La Querencia y el Apeadero El Gualeguay.